# Жилой дом с магазинами компании «Арина»
Жилой дом с магазинами компании «Арина» — жилой дом с коммерческими помещениями в городе Выборге. Занимающий угловой участок на на пересечении двух проспектов — Ленина и Московского — четырёхэтажный многоквартирный дом в национально-романтическом стиле с использованием приёмов исторических архитектурных стилей включён в перечень памятников архитектуры.

## История
Участок, на котором расположено здание, до конца XIX века относился к Петербургскому форштадту — одному из исторических предместий Выборга с нерегулярной деревянной застройкой. В соответствии с городским планом 1861 года, разработанным выборгским губернским землемером Б. О. Нюмальмом, после сноса устаревших укреплений Рогатой крепости форштадт слился с городом и сформировалась сеть новых прямых улиц, разделивших его территорию на участки правильной формы. А с конца 1890-х годов деревянные домики стали уступать место каменным. К этому периоду относится приобретение жилищно-строительным паевым обществом «Арина» углового участка для возведения кирпичного доходного дома на самой высокой точке главной городской улицы. Заказ на проектирование нового многоквартирного дома с магазинами получило архитектурное бюро «Emil Gustafsson & Allan Schulman». Строительство четырёхэтажного здания по проекту архитекторов Эмиля Густавсона и Аллана Шульмана проведено в 1900—1901 годах. При этом не был осуществлён предусмотренный проектом снос одноэтажного деревянного дома, построенного в 1888 году архитектором Брюнольфом Бломквистом, и северное крыло здания осталось без завершения. Поэтому до настоящего времени фасад остаётся асимметричным: основное крыло, восточное, вытянуто вдоль проспекта Ленина, а северное крыло по длине значительно уступает как ему, так и параллельно расположенной южной дворовой пристройке. 
Восточный фасад акцентирован эркером, завершающимся балконом с металлическим ограждением на уровне четвёртого этажа. На углу северного и восточного крыла расположен восьмигранный эркер с башенкой, увенчанной куполом. В связи с наличием в угловой башне пятого яруса в некоторых источниках дом рассматривается в качестве пятиэтажного. Сдержанный фасадный декор включает небольшие лепные украшения на эркерах. Профильный карниз имеет один ряд простых модульонов. Цоколь облицован гранитом. Первый этаж получил отделку штукатуркой «внабрызг», второй — штукатурную разделку под руст, кирпичная кладка на третьем и четвёртом этажах не оштукатурена, а эркер и элементы декора гладко оштукатурены. На первом этаже устроены широкие витрины. Окна первого и четвёртого этажей имеют арочное завершение, а окна второго и третьего этажей — прямоугольные. Первоначально восточный фасад оканчивался несколькими фронтонами и люкарнами разного размера и формы, самым большим из которых был центральный фронтон, располагавшийся над эркером. 
Несмотря на то, что, как отмечает исследователь А. Ю. Гусаров, подобных домов достаточно много, по мнению искусствоведа М. И. Мильчика, здание в стиле финского национального романтизма (северный модерн) представляет собой выдающийся образец выборгской городской архитектуры, обладает большой художественной выразительностью и играет важную роль в композиции исторической застройки Выборга.
Заметная роль здания в городской застройке повлияла на его дальнейшую судьбу в ходе советско-финских войн. Во время Гражданской войны в Финляндии, перед взятием Выборга войсками генерала Густава Маннергейма 29—30 апреля 1918 года, дом был одной из точек, откуда сторонники белофиннов вели обстрел отрядов финских красногвардейцев. А зимой 1940 года в ходе Советско-финляндской войны (1939—1940) дом сгорел вместе соседней деревянной застройкой. В 1946 году, после Великой Отечественной войны, начался ремонт здания, завершившийся в 1949 году. При проведении перепланировки были сохранены исторические парадные лестницы (включая ступени и кованое ограждение), а также отделка лестничных площадок метлахской плиткой. В результате восстановления кровли по упрощённому проекту оказались утрачены архитектурные элементы, возвышавшиеся над крышей: фронтоны и кровля угловой башенки. Но в ходе ремонтных работ 1970-х годов угловая башня была восстановлена, хотя и не по оригинальному проекту: она стала шлемовидной, с многолучевой звездой на шпиле. Назначение помещений остаётся прежним: верхние этажи занимают квартиры, а нижний — магазины и иные организации.